# Agence nationale de protection sociale
L'Agence Nationale de Protection Sociale en abrégé ANPS est un établissement public sous tutelle du Ministère des Affaires Sociales et de la Microfinance. À sa tête se trouve Cossi Venant Célestin Quenum qui en est l'actuel directeur général,,,,.

## Composition, attribution, organisation et fonctionnement
Le décret N° 2019-008 du 09 janvier 2019 définit la création, la composition, les attributions, l'organisation et le fonctionnement de l'Agence Nationale de Protection Sociale (ANPS),.

## Missions et attributions
L'Agence Nationale de Protection Sociale a pour mission de,,,,,,,:
- Assurer la gestion opérationnelle et la supervision générale de l'Assurance pour le Renforcement du Capital Humain (ARCH) en s'appuyant sur ses directions techniques, ses antennes départementales et ses cellules communales ;
- Définir les prestations couvertes par l'Assurance pour le Renforcement du Capital Humain à travers ses quatre volets d'intervention ;
- Définir et actualiser de manière participative un panier standard de soins et les prix en collaboration avec les représentants des structures de santé, des dispensateurs de produits pharmaceutiques, de la société civile et de l'Autorité chargée de la régulation du secteur des assurances ;
- Délivrer les agréments aux prestataires et partenaires stratégiques sur la base de critères spécifiques à chaque type de prestataires et partenaires ;
- Immatriculer les assujettis et les bénéficiaires des prestations de l'Assurance pour le Renforcement du Capital Humain ;
- Collecter, vérifier, traiter et mettre à jour les informations relatives à l'immatriculation, au paiement des cotisations, à la mobilisation des ressources de toutes natures, à la fourniture des prestations et au règlement des prestataires ;
- Développer le cadre des interventions de contrôle et d'évaluation des organismes d'opérationnalisation des volets de l'Assurance pour le Renforcement du Capital Humain.
- Recruter des médecins-conseils pour réaliser l'expertise médicale ;
- Mettre en place le réseau des structures chargées de la mise en œuvre de tous les volets de l'ARCH ;
- Assurer l'arbitrage en cas de litige entre les différents intervenants de l'Assurance pour le Renforcement du Capital Humain ;
- Assurer la gestion du système d'information de l'Assurance pour le Renforcement du Capital Humain ;
- Mobiliser les ressources nécessaires à la mise en œuvre de l'Assurance pour le Renforcement du Capital Humain.
- Veiller à l'application des conventions passées avec les prestataires et les partenaires.
- Mettre en place une politique nationale de gestion des risques concernant les soins.
- Définir le ticket modérateur et les conditions de remboursement.

## Organisation et fonctionnement

### Organe d'Administration
L'Agence Nationale de Protection Sociale est gérée par un Conseil d'administration qui constitue l'organe d'orientation de l'Agence. Le Conseil d'administration est composé de sept membres, à savoir:
- Un représentant de la présidence de la République ;
- Un représentant du ministère chargé des Affaires Sociales ;
- Un représentant du ministère chargé de la Santé ;
- Un représentant du ministère chargé des Finances ;
- Un représentant du ministère chargé du Développement ;
- Un représentant du ministère chargé de la Formation professionnelle ;
- Un représentant du ministère des Petites et Moyennes Entreprises.

Le représentant du ministère chargé des Affaires Sociales préside le conseil d'administration.

### Organe de gestion
La direction générale assure la gestion quotidienne de l'Agence Nationale de Protection Sociale. Le Directeur général de l'Agence Nationale de Protection Sociale est désigné par décret pris en conseil des Ministres, sur proposition du conseil d'administration.

## Siège
Le siège social de l'Agence Nationale de Protection Sociale est situé à Cotonou.

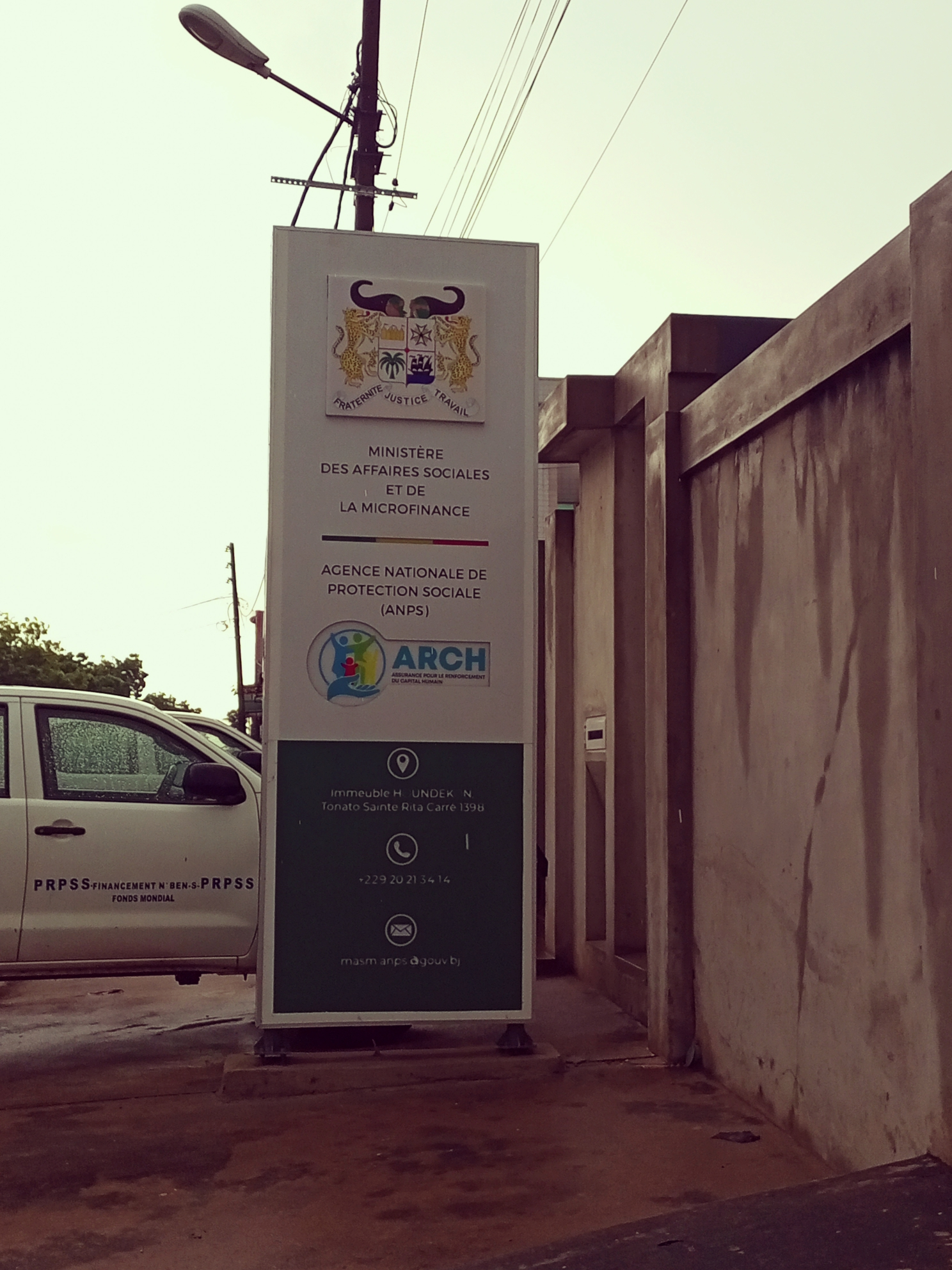
Agence Nationale de la Protection Sociale